# Новомалоросијскаја
Новомалоросијскаја (рус. Новомалороссийская) насељено је место руралног типа (станица) на југозападу европског дела Руске Федерације. Налази се у централном делу Краснодарске покрајине и административно припада њеном Виселковском рејону.
Према подацима националне статистичке службе РФ за 2010, станица је имала 5.778 становника.

## Географија
Станица Новомалоросијскаја се налази у централном делу Краснодарске покрајине на неких 24 км североисточно од рејонског центра, станице Виселки, и на око 94 километара североисточно од Краснодара. Село лежи у јужном делу Кубањско-приазовске степе, на обали реке Бејсуг, на надморској висини од 36 метра.
Кроз насеље пролази деоница националног аутопута М4 „Дон” на релацији Москва−Новоросијск.

## Историја
Насеље Новомалоросијско основано је 1801. по указу императора Павла I, а основали су га досељеници из тадашњег Бирјучанског округа Вороњешке губерније. Насеље је преобразовано у козачку станицу 1833. године.
Станица Новомалоросијскаја је у периоду 1934—1953. била административни центар тадашњег Граџанског рејона.

## Демографија
Према подацима са пописа становништва 2010. у селу је живело 5.778 становника.
| 1989. | 2002. | 2010. |
| ----- | ----- | ----- |
| [ 1 ] | 5.792 | 5.778 |